# Schönthal (Plech)
Schönthal ist ein Gemeindeteil des Marktes Plech im oberfränkischen Landkreis Bayreuth in Bayern.

## Geographie
Die Einöde in der Gemarkung Plech liegt etwa einen Kilometer nördlich des Ortszentrums von Plech auf der verkarsteten nördlichen Frankenalb, die hier ein etwas unruhiges Höhenprofil aufweist.

## Geschichte
Durch die zu Beginn des 19. Jahrhunderts im Königreich Bayern durchgeführten Verwaltungsreformen wurde der Ort zu einem Bestandteil der Ruralgemeinde Plech.

## Verkehr
Die Staatsstraße 2163 (bzw. zugleich auch die  Kreisstraße BT 28) bindet Schönthal an das öffentliche Straßennetz an, sie verläuft unmittelbar westlich an dem Einzelgehöft vorbei. Eine Zufahrtsmöglichkeit zur Bundesautobahn 9 besteht an der etwa einen halben Kilometer nördlich gelegenen Anschlussstelle Plech. Vom öffentlichen Personennahverkehr wird Schönthal nicht bedient, die nächste Haltestelle der Regionalbuslinie 386 des Verkehrsverbund Großraum Nürnberg (VGN) liegt an der Autobahneinfahrt Plech.